# OpenGL Extension Wrangler Library
OpenGL Extension Wrangler Library (GLEW) – programistyczna biblioteka międzyplatformowa do języka C/C++, pomagająca w odpytywaniu i ładowaniu rozszerzeń OpenGL. GLEW dostarcza efektywne mechanizmy do określania w czasie uruchamiania programu dostępnych rozszerzeń na danej platformie. Wszystkie rozszerzenia OpenGL są wylistowane w jednym pliku nagłówkowym, który z kolei jest maszynowo generowany na podstawie oficjalnej listy rozszerzeń. GLEW jest dostępny na wielu platformach, np. Windows, Linux, OS X, FreeBSD, IRIX i Solaris.
GLEW jest dystrybuowany na warunkach zmodyfikowanej licencji BSD.